# Горбачёв, Сергей Сулейманович
Сергей Сулейманович Горбачёв (до 1990-х годов носил фамилию Ибадуллаев; 7 июня 1962, Ленинабад, Таджикская ССР) — советский и российский футболист (полузащитник), тренер. Мастер спорта СССР (1988).

## Биография
Начинал футбольную карьеру в «Ходженте», г. Ленинабад. Также в начале карьеры выступал за дубль «Памира», «Целинник» (Целиноград), и команду КФК «Трикотажник» (Ура-Тюбе).
В 1984 году приглашен в ведущий клуб Таджикистана — «Памир». В новой команде быстро освоился, стал игроком основы. Вместе с клубом в 1988 вышел в высшую лигу.
В 1989 провёл 12 матчей за «Памир» в высшей лиге. В 1990 принял приглашение «Кубани», клуба из 1-й лиги. В 1991 покинул команду, провел 2 сезона за «Кубань» (Тимашевск) и «Колос» (Краснодар).
По окончании карьеры — тренер. Окончил ВШТ. Сменил фамилию Ибадуллаев на Горбачёв. До 2010 года работал преподавателем кафедры физвоспитания в Кубанском государственном университете.
В настоящее время[какое?] — главный тренер ФК КубГУ, который выступает в первенстве Краснодарского края. Вместе с командой завоевал золотые награды на первенстве России среди вузов.